# Ponte Coperto
Ponte Coperto (znany również jako Ponte Vecchio Stary most) - most łukowy kamienno-ceglany nad rzeką Ticino, w Pawii, we Włoszech.
Poprzedni most z 1354 został poważnie uszkodzony podczas działań wojennych aliantów w 1945. Debatowano nawet na temat tego, czy most należy odnowić czy zastąpić go nowym. Zawalił się jednak częściowo w 1947, co wymagało nowej konstrukcji, której budowę rozpoczęto w 1949. Nowy obiekt jest wzorowany na poprzedniej konstrukcji, która miała dziesięć łuków, a obecny most ma ich pięć.
Obecna budowla, tak jak jej poprzedniczka, posiada kaplicę.